# تمارة كرو
تمارة كرو (بالإنجليزية: Tammy Crow)‏ هي سباحة متزامنة أمريكية، ولدت في 3 فبراير 1977 في سانت لويس في الولايات المتحدة.

## وصلات خارجية
- تمارة كرو على موقع الاتحاد الدولي للسباحة (الإنجليزية)
- تمارة كرو على موقع أوليمبيديا (الإنجليزية)